# British Racing Motors
Pour les articles homonymes, voir BRM.
British Racing Motors (BRM) est une ancienne écurie de sport automobile britannique, présente en Formule 1 de 1951 à 1977.

## Historique

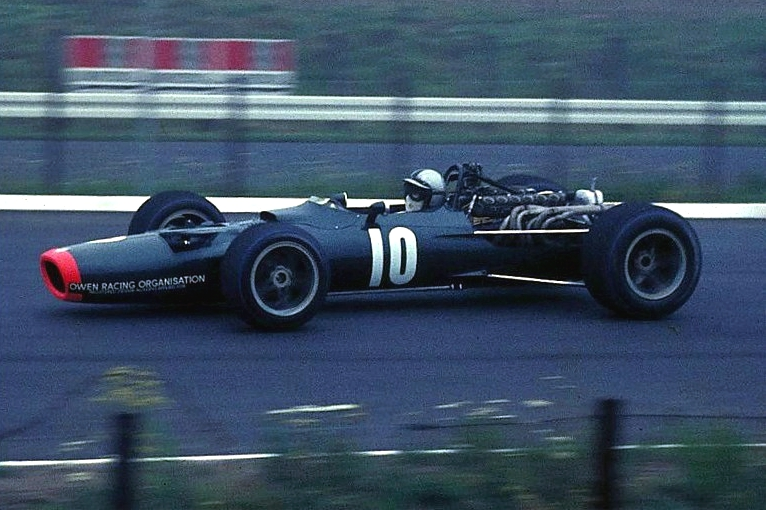
Pedro Rodríguez au GP d'Allemagne 1968

Au sortir de la Seconde Guerre mondiale, le sport automobile britannique est sinistré, incapable notamment de rivaliser avec les marques italiennes. D'où l'idée du pilote britannique Raymond Mays de créer une écurie qui serait le fruit des efforts conjoints de tout ce que le Royaume-Uni compte de spécialistes de sport automobile.
La mise en œuvre de ce vaste projet collectif aux contours indéfinis est plus que laborieuse et les débuts dans le nouveau championnat du monde de Formule 1 sont sans cesse repoussés, faute d'une préparation satisfaisante. En 1950, BRM participe à quelques courses de second plan avant de participer au Grand Prix de Penya-Rhin, et effectue ses grands débuts en championnat du monde l'année suivante à l'occasion du GP de Grande-Bretagne, avec une étonnante voiture à moteur V16. Des débuts honorables, mais condamnés en fin d'année par le changement de règlement technique.
BRM (qui a entretemps été racheté par Alfred Owen) n'effectue son retour en Grand Prix qu'en 1956, pour des prestations souvent calamiteuses. Tenté par l'aspect patriotique du projet, Mike Hawthorn claquera même la porte au bout de quelques courses, dégoûté par le peu de professionnalisme de l'ensemble.
Les premiers résultats arrivent enfin en 1958, puis la première victoire en 1959, par l'intermédiaire du pilote suédois Joakim Bonnier. Enfin, BRM touche à la consécration en 1962 en remportant le titre mondial des constructeurs et en permettant à son pilote Graham Hill de s'imposer chez les pilotes.
Écurie majeure du championnat du monde pendant plusieurs années avec Graham Hill puis Jackie Stewart, BRM va pourtant commencer son très lent déclin dans la seconde partie des années 1960, malgré encore plusieurs victoires. En 1972, le Français Jean-Pierre Beltoise signe sous la pluie à Monaco le tout dernier succès de l'écurie, qui continuera à agoniser (la presse britannique parlera même de « British Racing Misery ») jusqu'à sa fermeture, faute d'argent, à l'orée de la saison 1978.

## Résultats en championnat du monde de Formule 1
| Saison | Écurie                                    | Châssis                               | Moteur                  | Pneus     | Pilotes | Grands Prix disputés | Points inscrits | Classement |
| ------ | ----------------------------------------- | ------------------------------------- | ----------------------- | --------- | --- | -------------------- | --------------- | ---------- |
| 1951   | British Racing Motors                     | BRM P15                               | BRM V16 compressé       | Dunlop    | Reg Parnell Peter Walker | 1                    | 0               | -          |
| 1956   | Owen Racing Organisation                  | BRM P25                               | BRM 4 en ligne          | Dunlop    | Mike Hawthorn Tony Brooks Ron Flockhart                                                                                         | 1                    | 0               | -          |
| 1957   | Owen Racing Organisation                  | BRM P25                               | BRM 4 en ligne          | Dunlop    | Roy Salvadori Herbert MacKay-Fraser Ron Flockhart Jack Fairman Les Leston                                                       | 3                    | 0               | -          |
| 1958   | Owen Racing Organisation                  | BRM P25                               | BRM 4 en ligne          | Dunlop    | Jean Behra Maurice Trintignant Harry Schell Masten Gregory Ron Flockhart Jo Bonnier                                             | 9                    | 18              | 4e         |
| 1959   | Owen Racing Organisation                  | BRM P25                               | BRM 4 en ligne          | Dunlop    | Harry Schell Ron Flockhart Jo Bonnier                                                                                           | 7                    | 18              | 3e         |
| 1960   | Owen Racing Organisation                  | BRM P25 BRM P48                       | BRM 4 en ligne          | Dunlop    | Dan Gurney Graham Hill Jo Bonnier                                                                                               | 8                    | 8               | 4e         |
| 1961   | Owen Racing Organisation                  | BRM P48/57                            | Climax 4 en ligne       | Dunlop    | Tony Brooks Graham Hill | 8                    | 7               | 5e         |
| 1962   | Owen Racing Organisation                  | BRM P48/57 BRM P57                    | BRM V8                  | Dunlop    | Graham Hill Richie Ginther | 9                    | 56              | Champion   |
| 1963   | Owen Racing Organisation                  | BRM P57 BRM P61                       | BRM V8                  | Dunlop    | Graham Hill Richie Ginther | 10                   | 45              | 2e         |
| 1964   | Owen Racing Organisation                  | BRM P261 BRM P67 BRM P61              | BRM V8                  | Dunlop    | Graham Hill Richie Ginther | 10                   | 51              | 2e         |
| 1965   | Owen Racing Organisation                  | BRM P261 BRM P61                      | BRM V8                  | Dunlop    | Graham Hill Jackie Stewart | 10                   | 61              | 2e         |
| 1966   | Owen Racing Organisation                  | BRM P261 BRM P83                      | BRM V8 BRM H16          | Dunlop    | Graham Hill Jackie Stewart | 9                    | 22              | 4e         |
| 1967   | Owen Racing Organisation                  | BRM P261 BRM P83 BRM P115             | BRM V8 BRM H16          | Goodyear  | Jackie Stewart Mike Spence | 11                   | 17              | 6e         |
| 1968   | Owen Racing Organisation                  | BRM P126 BRM P115 BRM P133 BRM P138   | BRM V12 BRM H16 BRM V12 | Goodyear  | Pedro Rodriguez Mike Spence Richard Attwood Bobby Unser                                                                         | 12                   | 28              | 5e         |
| 1969   | Owen Racing Organisation                  | BRM P133 BRM P138 BRM 139             | BRM V12                 | Dunlop    | John Surtees Jackie Oliver Bill Brack George Eaton                                                                              | 10                   | 7               | 5e         |
| 1970   | Owen Racing Organisation Yardley Team BRM | BRM P139 BRM P153                     | BRM V12                 | Dunlop    | Jackie Oliver Pedro Rodriguez George Eaton Peter Westbury                                                                       | 13                   | 23              | 6e         |
| 1971   | Yardley Team BRM                          | BRM P153 BRM P160                     | BRM V12                 | Firestone | Pedro Rodriguez Joseph Siffert Howden Ganley Vic Elford Peter Gethin Helmut Marko George Eaton John Cannon                      | 11                   | 36              | 2e         |
| 1972   | Marlboro BRM                              | BRM P153 BRM P160B BRM P160C BRM P180 | BRM V12                 | Firestone | Howden Ganley Reine Wisell Peter Gethin Alex Soler-Roig Helmut Marko Jean-Pierre Beltoise Jackie Oliver Bill Brack Brian Redman | 12                   | 14              | 7e         |
| 1973   | Marlboro BRM                              | BRM P160C BRM P160D BRM P160E         | BRM V12                 | Firestone | Clay Regazzoni Niki Lauda Jean-Pierre Beltoise Peter Gethin                                                                     | 15                   | 12              | 6e         |
| 1974   | Team Motul BRM                            | BRM P160E BRM P201                    | BRM V12                 | Firestone | Henri Pescarolo Jean-Pierre Beltoise François Migault Chris Amon                                                                | 15                   | 10              | 7e         |
| 1975   | Stanley BRM                               | BRM P201                              | BRM V12                 | Goodyear  | Bob Evans Mike Wilds | 10                   | 0               | Non classé |
| 1976   | Stanley BRM                               | BRM P201B                             | BRM V12                 | Goodyear  | Ian Ashley | 1                    | 0               | Non classé |
| 1977   | Rotary Watches Stanley BRM                | BRM P201B BRM P207                    | BRM V12                 | Goodyear  | Larry Perkins Teddy Pilette Conny Andersson Guy Edwards                                                                         | 2                    | 0               | Non classé |

| Saison | Écurie                     | Châssis          | Moteur | Pneus     | Pilotes                                                        | Grands Prix disputés |
| ------ | -------------------------- | ---------------- | ------ | --------- | -------------------------------------------------------------- | -------------------- |
| 1959   | British Racing Partnership | BRM P25          | BRM    | Dunlop    | Stirling Moss Hans Herrmann                                    | 2                    |
| 1962   | Ecurie Galloise            | BRM P48/57       | BRM    | Dunlop    | Jackie Lewis                                                   | 1                    |
| 1962   | Bruce Johnstone            | BRM P48/57       | BRM    | Dunlop    | Bruce Johnstone                                                | 1                    |
| 1963   | Scuderia Centro Sud (en)   | BRM P57          | BRM    | Dunlop    | Lorenzo Bandini Maurice Trintignant Moises Solana              | 7                    |
| 1964   | Maurice Trintignant        | BRM P57          | BRM    | Dunlop    | Maurice Trintignant                                            | 5                    |
| 1964   | Scuderia Centro Sud (en)   | BRM P57          | BRM    | Dunlop    | Giancarlo Baghetti Tony Maggs                                  | 7                    |
| 1965   | Scuderia Centro Sud (en)   | BRM P57          | BRM    | Dunlop    | Lucien Bianchi Masten Gregory Roberto Bussinello Giorgio Bassi | 4                    |
| 1966   | Team Chamaco Collect       | BRM P261         | BRM    | Goodyear  | Bob Bondurant Vic Wilson Roberto Bussinello Giorgio Bassi      | 5                    |
| 1966   | Bernard White Racing       | BRM P261         | BRM    | Dunlop    | Innes Ireland                                                  | 2                    |
| 1966   | Reg Parnell Racing         | BRM P261         | BRM    | Goodyear  | Paul Hawkins                                                   | 2                    |
| 1967   | Reg Parnell Racing         | BRM P83 BRM P261 | BRM    | Firestone | Piers Courage Chris Irwin                                      | 10                   |
| 1967   | Bernard White Racing       | BRM P261         | BRM    | Goodyear  | David Hobbs                                                    | 2                    |
| 1968   | Reg Parnell Racing         | BRM P126         | BRM    | Goodyear  | Piers Courage                                                  | 11                   |
| 1968   | Bernard White Racing       | BRM P261         | BRM    | Firestone | Frank Gardner                                                  | 1                    |
| 1969   | Reg Parnell Racing         | BRM P126         | BRM    | Goodyear  | Pedro Rodríguez                                                | 3                    |
| 1970   | UTA Racing Organisation    | BRM P139         | BRM    | Dunlop    | Werner Bickel                                                  | 1                    |